# Нікол Тіссен
Нікол Тіссен (нід. Nicole Thyssen; нар. 5 червня 1988) — колишня нідерландська тенісистка.
Найвищу одиночну позицію світового рейтингу — 219 місце досягла 29 вересня 2008, парну — 153 місце — 27 жовтня 2008 року.
Здобула 5 одиночних та 18 парних титулів.
Завершила кар'єру 2010 року.

## Фінали ITF

### Одиночний розряд: 6 (5–1)
| Турніри $100,000 |
| Турніри $75,000  |
| Турніри $50,000  |
| Турніри $25,000  |
| Турніри $10,000  |

| Фінали за покриттям |
| ------------------- |
| Тверде (3–1)        |
| Ґрунт (0–0)         |
| Трава (1–0)         |
| Килим (1–0)         |

| Результат | Ранг | Дата     | Турнір                      | Покриття   | Суперниця     | Рахунок       |
| --------- | ---- | -------- | --------------------------- | ---------- | ------------- | ------------- |
| Перемога  | 1.   | Жов 2005 | ITF Porto Santo, Португалія | Тверде     | Юстіна Озга   | 7–6(7–4), 6–4 |
| Поразка   | 1.   | Кві 2006 | ITF Бат, Велика Британія    | Тверде (i) | Аманда Кін    | 3–6, 0–6      |
| Перемога  | 2.   | Лис 2006 | ITF Ramat Hasharon, İsrael  | Тверде     | Неуза Сілва   | 6–2, 6–4      |
| Перемога  | 3.   | Тра 2007 | ITF Фуертевентура, Іспанія  | Килим      | Неуза Сілва   | 6–2, 6–4      |
| Перемога  | 4.   | Сер 2008 | ITF Коїмбра, Португалія     | Тверде     | Джорджи Джент | 6–4, 6–4      |
| Перемога  | 5.   | Лис 2008 | ITF Музаффарнагар, Індія    | Трава      | Санаа Бгамбрі | 7–6(7–3), 6–3 |

### Парний розряд: 23 (18–5)
| Турніри $100,000 |
| Турніри $75,000  |
| Турніри $50,000  |
| Турніри $25,000  |
| Турніри $10,000  |

| Фінали за покриттям |
| ------------------- |
| Тверде (12–2)       |
| Ґрунт (4–2)         |
| Трава (0–0)         |
| Килим (2–1)         |

| Результат | Ранг | Дата              | Турнір                        | Покриття | Партнерка        | Суперниці                                | Рахунок                |
| --------- | ---- | ----------------- | ----------------------------- | -------- | ---------------- | ---------------------------------------- | ---------------------- |
| Поразка   | 1.   | 3 липня 2005      | ITF Гергюговард, Нідерланди   | Ґрунт    | Марріт Бонстра   | Христина Антонійчук Ана Веселинович      | 6–1, 2–6, 5–7          |
| Поразка   | 2.   | 6 вересня 2005    | ITF Енсхеде, Нідерланди       | Ґрунт    | Даніелле Гармсен | Kelly De Beer Ева Пера                   | 4–6, 4–6               |
| Поразка   | 3.   | 27 вересня 2005   | ITF Беневенто, Італія         | Тверде   | Марріт Бонстра   | Dorota Hibental Alexandra Karavaeva      | w/o                    |
| Перемога  | 1.   | 26 листопада 2005 | ITF Ашкелон, Ізраїль          | Тверде   | Марріт Бонстра   | Верена Амесбауер Mariella Greschik       | 6–3, 6–2               |
| Перемога  | 2.   | 3 грудня 2005     | ITF Рамат-га-Шарон, Ізраїль   | Тверде   | Марріт Бонстра   | Габріела Веласко Андреу Пемра Озген      | 6–2, 6–3               |
| Перемога  | 3.   | 10 грудня 2005    | ITF Раанана, Ізраїль          | Тверде   | Марріт Бонстра   | Олександра Куликова Natalia Orlova       | 7–5, 6–3               |
| Перемога  | 4.   | 25 листопада 2006 | ITF Ramat Hasharon, Ізраїль   | Тверде   | Марлот Медденс   | Анастасія Полторацька Yulia Solonitskaya | 6–3, 6–1               |
| Перемога  | 5.   | 18 лютого 2007    | ITF Montechoro, Португалія    | Тверде   | Марріт Бонстра   | Джессіка Ленгофф Робін Стівенсон         | 6–3, 3–6, 6–2          |
| Перемога  | 6.   | 25 лютого 2007    | ITF Портіман, Португалія      | Тверде   | Неуза Сілва      | Джессіка Ленгофф Робін Стівенсон         | 6–4, 6–2               |
| Перемога  | 7.   | 26 березня 2007   | ITF Афіни, Греція             | Тверде   | Неуза Сілва      | Анна Куманту Пемра Озген                 | 6–2, 6–4               |
| Перемога  | 8.   | 26 травня 2007    | ITF Фуертевентура, Іспанія    | Килим    | Неуза Сілва      | Маріана Дуке-Маріньо Роксане Вайзенберг  | 6–1, 6–2               |
| Перемога  | 9.   | 27 жовтня 2007    | ITF Мехіко, Мексика           | Тверде   | Аранча Рус       | Івана Абрамович Марія Абрамович          | 6–0, 6–1               |
| Поразка   | 4.   | 26 лютого 2008    | ITF Fort Walton Beach, США    | Тверде   | Пауліне Вонг     | Анна Фіцпатрік Ана Веселинович           | 6–3, 6–7(4–7)          |
| Поразка   | 5.   | 4 травня 2008     | Kangaroo Cup Ґіфу, Японія     | Килим    | Мелані Саут      | Кіміко Дате Нара Курумі                  | 1–6, 7–6(10–8), [7–10] |
| Перемога  | 10.  | 11 травня 2008    | Fukuoka International, Японія | Килим    | Мелані Саут      | Като Мая Джулія Моріарті                 | 4–6, 6–3, [14–12]      |
| Перемога  | 11.  | 5 липня 2008      | ITF Бостад, Швеція            | Ґрунт    | Клаудія Бочова   | Анне Шефер Чжан Лін                      | 6–2, 6–1               |
| Перемога  | 12.  | 27 липня 2008     | ITF Ла-Корунья, Іспанія       | Тверде   | Неуза Сілва      | Карен Кастібланко Паула Сабала           | 6–2, 6–2               |
| Перемога  | 13.  | 3 серпня 2008     | ITF Віго, Іспанія             | Тверде   | Неуза Сілва      | Ніна Братчикова Фредеріка Пієдаде        | 6–2, 6–4               |
| Перемога  | 14.  | 9 серпня 2009     | ITF Ребек, Бельгія            | Ґрунт    | Кікі Бертенс     | Патріча Кіря Валентіна Сульпіціо         | 6–2, 7–5               |
| Перемога  | 15.  | 6 вересня 2009    | ITF Алмере, Нідерланди        | Ґрунт    | Кікі Бертенс     | Даніелле Гармсен Кім Кілсдонк            | 4–6, 6–2, [10–4]       |
| Перемога  | 16.  | 30 жовтня 2009    | ITF Монастір, Туніс           | Тверде   | Елісе Тамаела    | Унс Джабір Nour Abbès                    | 6–1, 5–7, [10–4]       |
| Перемога  | 17.  | 6 листопада 2009  | ITF El Menzah, Туніс          | Тверде   | Елісе Тамаела    | Барбара Собашкевич Сильвія Заґурська     | 6–4, 6–1               |
| Перемога  | 18.  | 11 квітня 2010    | ITF Хвар, Хорватія            | Ґрунт    | Марлот Медденс   | Леоні Мекел Штефані Фогт                 | 6–4, 6–1               |